# NGC 566
NGC 566 في الفهرس العام الجديد، هي مجرة محدبة، تقع في كوكبة الحوت. اكتشفت في 22 نوفمبر 1827 بواسطة جون هيرشل.

## روابط خارجية
- NGC 566 على موقع ويكي سكاي: DSS2, SDSS, GALEX, IRAS, Hydrogen α, X-Ray, Astrophoto, Sky Map, Articles and images